# キャピタルゲートビル
キャピタルゲートビル（英: Capital Gate）は、アラブ首長国連邦 アブダビにある超高層建築物（高さ165m・地上36階）。アブダビナショナルエキシビジョンセンターに隣接している。
西方向に18度、意図的に傾けて設計されているのが特徴（床は水平を保っている）。

## ギネス世界記録
2010年6月、「世界一大きく傾いた人工建造物」として、ギネス世界記録に認定された。
18度という角度は、当時記録を保持していたドイツのズールフーゼンの斜塔（こちらは人為的でない傾斜）の4倍近くである。
2008年10月の時点で既に、所有者・設計者がギネス申請していた。

## 設計など
RMJM ドバイ社によって設計された。
ダイアグリッド構造（風圧や地震に強いとされる）が用いられた中東で初めての高層建造物といわれる。同様の建物には、30セント・メリー・アクス（通称：The Gherkin、ロンドン）、ハースト・タワー（ニューヨーク）、北京国家体育場（北京）などがある。
12階までは垂直に建設。それより上の階から30-140cmずつずらしていき、傾斜を形成している。
また、490本の杭が、30m地下まで打ち込まれているという。
「ハイアットキャピタルゲートホテル」やオフィス群がテナントとして入る。
2010年に米タイム誌（電子版）が選んだ「世界の危険な建造物トップ10(Top 10 Precarious Buildings)」の2位となった。

## タイムライン
- 2007年9月 - 着工
- 2007年11月 - 杭打ち開始
- 2008年4月 - Core wall建設開始
- 2009年2月 - Façade commences
- 2009年5月 - 高さ100mを突破
- 2009年6月 - Incline starts to take shape
- 2009年10月 - 高さ160m（最終予定）に到達
- 2009年12月 - Completion of exterior core structure
- 2010年1月 - First phase of splash completed
- 2010年2月 - Interior fit-out commences
- 2010年3月 - アブダビナショナルエキシビジョンセンターへのリンクブリッジの設置開始
- 2010年4月 - アトリウムの屋根に着手
- 2011年中に工事終了
- 2011年12月21日 - 開業